# SEM 80/90
Das SEM 80/90 (Sender/Empfänger, mobil SEM 80) ist ein Militärfunkgerät (mobile Landfunkstelle) und gehört zur Funkgerätefamilie SEM 70/80/90 der Bundeswehr. Relaisbetrieb, Datenübertragung, Sprach- und Datenverschlüsselung ist mit Zusatzgeräten möglich. Hersteller war Standard Elektrik Lorenz; die 2021 beschlossenen Nachbauten werden von der Thales Group gefertigt.

## Geschichte
Erste Studien für die Geräte wurden 1974 begonnen, die Truppenerprobung begann 1979, ab 1984 erhielt die Bundeswehr die ersten Geräte aus Serienfertigung. Die SEM 70 und SEM 80 lösten ab 1986 die Vorgänger SEM 25 und SEM 35 ab. Mit zusätzlicher Baugruppe Leistungsverstärker LV-90 kann das SEM 80 zum SEM 90 erweitert werden. Beide Varianten wurden überwiegend in Fahrzeuge der Bundeswehr (u. a. im Schützenpanzer Marder) als Truppenfunk (mobiler Landfunkdienst) eingebaut und können wie das Grundmodell SEM 70 mit Handwahl (HW) oder automatischer Kanalwahl (AKW) bedient werden. Zur Sprachcodierung wird die Deltamodulation verwandt und die Datenübertragung ist 16 kbit/s. Das Gerät arbeitet im Frequenzbereich von 30,000 bis 79,975 MHz (VHF-Truppenfunk) im 25-kHz-Kanalraster und hat dadurch rechnerisch 2000 Kanäle zur Verfügung. Die an die Bundeswehr gelieferten Geräte haben NEMP-Schutz, was bei den Exportversionen SEM 170 bis 190 nicht der Fall ist.
Die 1986 eingeführten Geräte sind noch 2021 als Standardausrüstung in den meisten Bundeswehrfahrzeugen. Ausgemusterte Geräte SEM 80 wurden in geringem Umfang über die VEBEG verkauft.

## Interimsnachfolger zu SEM 70/80/90
Nach der Baureihe SEM 70/80/90 wurden unterschiedliche Kommunikationssysteme für die Bundeswehr beschafft. Insbesondere sind dazu bekannt:
- SEM 52 SL Handfunkgerät (1995 eingeführt, löste das 1984 eingeführte SEM 52 S ab)
- SEM 93E Fahrzeugfunkgerät von Thales (seit August 2001 bei der Bundeswehr feldmäßig verwendet)
- HRM-7000 von Telefunken RACOMS (1997 eingeführt, 2007 erweitert mit „HRM 7000 Manpack“)
- MR6000A SDR-Funkgerät von Rohde & Schwarz (seit etwa 2010 Ausrüstung in Eurofighter und Hubschraubern der Bundeswehr)
- TRM 6021 unterschiedliche Versionen von den Herstellern Siemens, Rohde & Schwarz, Thales[4]
- PRC-148 MBITR (Multiband Inter/Intra Team Radio) von Thales[4]
- PRC-117 von Harris Corporation[4]

Im Rahmen des Einsatzes in Afghanistan wurden die Funkgeräte TRM 6021 (Tactical Radio Manpack) mit NATO-Standards wie STANAG 4372 & SATURN und auch besondere Kommunikationsgeräte nach US-Standards wie PRC-117 (F) von Harris Corporation genutzt. Im Oktober 2020 wurden weitere Mittel für Bundeswehrbeschaffungen von PRC-117G genehmigt, was für das letztgenannte Gerät in Summe 91 Millionen Euro ausmacht.

## Neubeschaffung SEM 80/90 im Jahr 2021
Im Juli 2021 vergab das Beschaffungsamt der Bundeswehr einen Auftrag an die Thales Group, bis zu 30.000 Nachbauten des SEM 80/90 zum Stückpreis von je 20.000 Euro zu produzieren, die bis 2035 eingesetzt werden können, um die Zeit bis zur geplanten Einführung neuer Geräte zu überbrücken. Thales hatte Teile der Stuttgarter Firma Standard Elektrik Lorenz übernommen, die bei Einführung die SEM 80/90 entwickelt und produziert hatte.
Vorausgegangen waren verschiedene Initiativen der Bundeswehr vor allem die Landstreitkräfte mit digitalen Funkgeräten auszustatten, u. a. um breitbandigere Datenübertragung für das genannten Battle Management Systeme zu gewährleisten. Bereits 2016 zeichnete sich ab, dass dieses zu Digitalisierung Landbasierter Operationen (DLBO) umbenannte Vorhaben, weit hinter dem Zeitplan liegt. Die Bundeswehr beschaffte und testete zwischenzeitlich das modernere System E-LynX, welches in Ulm bei einer ehemaligen Telefunkengesellschaft, die heute zum israelischen Konzern Elbit Systems gehört, produziert wird. Dennoch wurde beschlossen die alte Technik von Standard Elektrik Lorenz nachbauen zu lassen. Begründet wurde es mit Projektverzug beim Vorhaben DLBO: „Inzwischen ist die Lücke allerdings so groß geworden, dass die Streitkräfte zu einem Notbehelf greifen – und ihre alten Funkgeräte einfach unverändert neu bauen lassen wollen.“ schrieb Thomas Wiegold 2021.
Die Verlängerung der Nutzungszeit für die Funkgeräte SEM 70/80/90 betrifft voraussichtlich auch das Instandhaltungssystem REMUS.

## Baugruppen
Die Baugruppen sind im Baukastenprinzip kombinierbar. Das Konzept wurde ab 1974 entwickelt und kam 1979 zur Truppenerprobung.
1. Grundgerät (A/VHF), identisch mit SEM 70
2. Steckrahmen (ST 80)
3. Leistungsverstärker (LV 90; macht aus dem SEM 80 das SEM 90)
4. Grundplatte (GP 80)

Zubehörteil: Frequenzspeicher (FSP 70 A;B;C, keine Baugruppe)
Neben den vorgenannten Baugruppen sind Zusatzgeräte bekannt, um beispielsweise den Stecker Frequenzspeicher FSP 70 mit dem integrierten Frequenzspeicherbaustein (EEPROM) zu programmieren. Zu jedem Funkgerät gehört ein Frequenzspeicher als Zubehör sowie zwei Frequenzspeicher in einem Behälter BFSP 80/2 als Vorrat. Jedes Teil (bis zum Behälter) ist mit einer unverwechselbaren Seriennummer zur logistischen Verfolgung ausgestattet.

## Reichweiten
| SEM 80          | FA zu FA | FA zu STA | STA zu STA |
| --------------- | -------- | --------- | ---------- |
| kleine Leistung | 5 km     | 7 km      | 10 km      |
| große Leistung  | 9 km     | 13 km     | 17 km      |

| SEM 90          | FA zu FA | FA zu STA | STA zu STA |
| --------------- | -------- | --------- | ---------- |
| kleine Leistung | 9 km     | 13 km     | 17 km      |
| große Leistung  | 15 km    | 22 km     | 30 km      |

FA = Fahrzeugantenne
STA = Standantenne